# Canale Italia
Canale Italia S.r.l. è una società a responsabilità limitata, editore di varie reti televisive.

## Storia
Si definisce una televisione generalista "libera, indipendente, per la gente". Il gruppo Canale Italia unisce sin dagli albori l'intrattenimento musicale d'impronta folk e uno spirito spiccatamente commerciale, ospitando nel suo esteso bouquet di canali le più seguite trasmissioni legate alla musica da ballo e ampi spazi dedicati a televendite e messaggi promozionali. Inizialmente a carattere regionale, anno dopo anno cattura un bacino d'utenza sempre più ampio che interessa tuttavia la sola Italia settentrionale: Veneto, Trentino-Alto Adige, Friuli-Venezia Giulia, Lombardia ed Emilia-Romagna.

### Fino al 2009
Nel 2002 la linea espansiva seguita dalla proprietà dell'emittente Serenissima Televisione viene rafforzata. Nel 2003 viene coperto tutto il Nord e parte del Centro Italia grazie alla acquisizione delle frequenze fino ad allora possedute da Telecentro Toscana che ritrasmettevano il canale in lingua francese France 2. Nel 2004 viene coperta anche la città di Roma e, in seguito a un sondaggio, il nome della rete viene cambiato da Serenissima TV in Canale Italia. Nel 2005 prosegue l'acquisizione di ulteriori frequenze, questa volta nel Sud Italia.
Pur non coprendo l'intero territorio nazionale, la rete cerca di posizionarsi tra le emittenti più importanti del Paese, al punto che gli ascolti vengono rilevati dall'Auditel. Tra le syndication nazionali, 7 Gold, Canale Italia e Odeon, l'emittente si posiziona - pur essendo nata per ultima - al secondo posto, superando la più che ventennale Odeon. Per la precisione, secondo le rilevazioni Auditel del marzo 2008, Canale Italia segna uno share dello 0,22% sull'intera giornata (contro lo 0,17% di Odeon) e uno di 0,34% in prime time.

### 2010-2020
Con il passaggio al digitale terrestre, a partire dal 2010 Canale Italia può accendere due mux digitali a livello nazionale (anche se soprattutto il secondo soffre di ampie carenze), che permettono al gruppo di iniziare a produrre molti canali propri, oltre a veicolare France 24 e (soltanto nei primi mesi) RTL 102.5 TV. Nella fase iniziale, all'emittente principale Canale Italia (a volte identificata Canale Italia 2) si affiancano Canale Italia 1, Canale Italia 3 detta Cantando Ballando e Canale Italia Musica; poi a partire da dicembre 2010, grazie a una prima stabilizzazione dell'LCN, il canale principale del gruppo si sdoppia in Canale Italia 83 e Canale Italia 84, di cui la prima diventa l'emittente principale del gruppo. Serenissima, l'emittente originale del gruppo, è ricreata come canale autonomo disponibile in Veneto sull'LCN 15 e in seguito veicolato anche in nazionale sull'LCN 283. In pochi anni nascono numerosi altri segnali, identificati spesso dal nome "Italia" seguito dal numero corrispondente di LCN oppure da "Canale Italia" seguito da un numero progressivo: tra questi il principale è Italia 53, nato a dicembre 2011 proponendosi come emittente all news, ma la cui programmazione informativa si limiterà entro poco tempo a brevi telegiornali oppure a rulli di notizie in sovrimpressione affiancati a una grande maggioranza di televendite. Questa situazione ha causato diverse accuse a Canale Italia di sfruttamento errato dell'LCN ed una nota di condanna dell'Ordine dei Giornalisti del Veneto.
Dopo lo switch-off digitale, Canale Italia ha continuato la sua espansione nell'etere: nel luglio 2014 viene acquisita la rete del fallito multiplex Tivuitalia, che permette al mux 2 di giungere a una copertura quasi nazionale. Ulteriori rafforzamenti li ottiene acquistando, a partire dal 2016, le frequenze e le LCN di televisioni locali in crisi, grazie a cui ha creato versioni regionalizzate dei mux 1 e 2: ad esempio, le emittenti friulane Telepordenone e Videoregione hanno ceduto mux, frequenze e LCN secondarie a Canale Italia mantenendo per loro soltanto le proprie posizioni sul telecomando e un posto nel nuovo mux 1 locale per essere ancora veicolate nella propria regione. In un altro caso, la piemontese Quartarete e la laziale Romauno sono interamente fallite nel 2017 e hanno ceduto a Canale Italia tutte le loro proprietà, utilizzate per nuove versioni locali del mux 2. Difatti in questi ultimi due casi sono nate nelle rispettive regioni due diverse reti "Canale Italia 11", proprietarie della importante LCN 11 locale, che tuttavia trasmettono una programmazione non molto diversa da quella delle emittenti nazionali del gruppo e composta principalmente da televendite. Tra i semplici acquisti di LCN, il più significativo è stato quello, concluso a luglio 2017, delle LCN 124 e 125, presidiate da anni dai canali del gruppo Telemarket, ora chiusi e sostituiti rispettivamente da "Arte Italia 124" e "Arte Italia 125", che tuttavia trasmettono soprattutto televendite comuni.
Una delle poche battute d'arresto del gruppo, avvenuta a marzo 2018, è stata la perdita della possibilità d'uso delle LCN interregionali fra 277 e 284, precedentemente usate per veicolare diversi canali nazionali del gruppo sul mux 2: le emittenti interessate sono state spostate su numerazioni disponibili solo a livello locale (in quanto provenienti da TV locali acquistate da Canale Italia), oppure lasciati senza LCN. Soltanto Canale Italia 2 e Canale Italia 6 hanno riottenuto delle LCN in quell'arco di numerazione, rispettivamente 275 e 278, l'8 giugno ed il 7 dicembre 2018.
Per un periodo, fra la seconda metà del 2019 e l'inizio di luglio 2020, il mux 2 viene differenziato anche in Trentino Alto-Adige, utilizzando frequenze proprie. Contemporaneamente il mux 2 compare in una versione leggermente differenziata su un impianto che copre la zona di Siracusa, ospitando anche l'emittente locale Persona TV poi sostituita da Etna Channel nel 2020. Questa versione verrà estesa su tre impianti che coprono tutta la Sicilia orientale nel corso del 2020.

### Dal 2020
Dal 2020 Canale Italia inizia a ridurre il numero dei canali trasmessi (vengono chiusi Canale Italia e Canale Italia 7 Extra) e a differenziare ulteriormente alcune versioni locali dei mux. In particolare, tra il 21 e il 22 luglio 2020 la variante piemontese del mux 2 di Canale Italia viene pesantemente modificata e ricompaiono i marchi di Stock TV, For Music (utilizzati in passato da Quartarete), Canale Italia 8 e Canale Italia Musica: essi sostituiscono i canali nazionali Italia 148, 154 e 155 e Canale Italia 161 proponendo sostanzialmente gli stessi programmi, e utilizzano in più delle LCN secondarie (rispettivamente 612, 613, 658 e 659).
Dal 15 luglio 2020 Italia 155 trasmetteva in vari orari i programmi dell'emittente pugliese Sharing TV+: questi blocchi sono stati poi spostati su Italia 154 dal 2 settembre al 2 novembre e nuovamente dal 25 novembre al 3 dicembre dello stesso anno. Dal 20 al 31 dicembre 2020 Italia 154 torna a ritrasmettere in alcuni orari Sharing TV+.
Il 4 settembre 2020, Italia 53 adotta una nuova veste grafica inserendo in sovrimpressione un nuovo logo di rete che riporta la scritta Casa Italia 53 (prendendo il nome dalle televendite trasmesse ogni giorno dalle 7:00 all'1:00 sul canale in questione). La stessa modifica avverrà il 14 novembre 2020 per i canali Italia 141 e Italia 142 che trasmettono le stesse televendite e assumono loghi rispettivamente "Casa Italia 141" e "Casa Italia 142" con la stessa grafica. Nonostante ciò, gli identificativi di tutti i canali restano invariati.
Il 21 settembre 2020, Canale Italia inizia le prove tecniche di trasmissione della nuova emittente YachtLife, dedicata agli eventi sul mondo degli yacht. Inizialmente su Italia 148 (e For Music in Piemonte) vanno in onda, nella fascia dalle 20:00 all'1:00, dei video tematici, accompagnati da promo e scritte in sovrimpressione che annunciano la partenza dei programmi dal 1º ottobre, sulla numerazione 148 del digitale terrestre e sull'861 di Sky. In contemporanea, il logo di Italia 148 viene modificato in "Canale Italia YachtLife 148" (senza cambiare l'identificativo) e resta tale per tutta la giornata, anche durante le televendite. Gli stessi video e scritte vanno in onda anche sulla versione satellitare di Canale Italia 84 (appunto, sulla numerazione Sky 861). Tuttavia, dal 24 settembre improvvisamente Italia 148 riassume il vecchio logo e la programmazione di test di YachtLife si sposta, con gli stessi orari di prima, su Italia 156, che vede il suo logo modificato in "Canale Italia YachtLife 156" (senza cambiare l'identificativo).
Tra fine novembre e inizio dicembre si verifica una riorganizzazione parziale dei mux, con vari canali duplicati o in conflitto su entrambi, dovuta al fatto che entro il 15 dicembre Canale Italia deve abbandonare almeno in parte nel Piemonte orientale, in quasi tutta la Lombardia e in alcune zone del Trentino-Alto Adige la frequenza UHF 53 su cui è veicolato il mux 1: tuttavia lo spostamento non avviene entro il termine previsto. Grazie ai movimenti recenti, ora il mux 1 contiene la gran parte dei canali del gruppo, salvo le emittenti Canale Italia 3 extra, Shopping Italia 164 e quelle di interesse prevalentemente locale (le due Canale Italia 11, Serenissima). In seguito, il 16 dicembre viene pubblicata la bozza del DM Indennizzi, che offre agli operatori televisivi locali una nuova finestra temporale per rottamare i propri multiplex. Per approfittare di questa iniziativa, subito dopo, fra il 17 e il 19 dicembre, Canale Italia compie diverse modifiche:
- in Lombardia il mux 1 viene trasferito sulle frequenze VHF 7 e UHF 27, prima destinate al mux 2; sull'UHF 53 è presente una composizione provvisoria senza LCN analoga al mux 1;
- viene spenta la frequenza UHF 58 del mux 2 nelle Marche;
- in tutta Italia, i canali sul mux 2 perdono le LCN; i canali di prevalente interesse locale vengono inseriti nelle versioni locali del mux 1;
- altri duplicati vengono aggiunti sul mux 1 per presidiare eventuali LCN locali di proprietà.

Con successivi movimenti a gennaio 2021, vengono chiusi anche Canale Italia 3 Extra ed Italia 154 ed i canali locali editi dal gruppo diventano visibili solo nelle loro regioni titolari. Infine il 22 gennaio inizia lo spegnimento definitivo del mux 2: su tutte le sue frequenze (e sull'UHF 53 in Lombardia) i canali del gruppo vengono sostituiti da 32 copie di un cartello di risintonizzazione.
Il 29 gennaio 2021 il mux 2 viene spento in tutta Italia.
Il 1º luglio 2021 vengono chiusi anche Italia 148 e Italia 155 (Italia 150 sparisce momentaneamente ma ritorna il 7 luglio) e riorganizzati i duplicati sul mux.
Un'ulteriore riorganizzazione viene eseguita il 14 ottobre 2021. Canale Italia riporta in onda tutti i marchi di sua proprietà, ma senza incrementare il numero di emittenti effettivamente attive: infatti ora il gruppo produce diversi segnali che trasmettono con un doppio marchio e occupano entrambe le LCN corrispondenti. Altri loghi di rete vengono leggermente modificati per corrispondere meglio agli identificativi: le emittenti a nome "Casa Italia" (53, 141 e 142) tornano a chiamarsi semplicemente "Italia 53", "Italia 141" e "Italia 142", mentre "Canale Italia 161 - Cantando ballando" viene abbreviato in "Cantando ballando".
Con l'approvazione della nuova LCN nazionale da parte dell'AGCOM il 12 novembre 2021, ai fini della futura attivazione del nuovo PNAF, tutti i canali televisivi editi da Canale Italia sul digitale terrestre sono stati riconfermati assieme alle loro numerazioni (compresi quelli che attualmente non hanno una programmazione autonoma). Fanno eccezione le emittenti Canale Italia 83 e 84, che sono trasmesse su numerazioni interregionali e quindi partecipano ai bandi nelle varie aree tecniche per l'acquisto di banda sui nuovi mux locali. Inoltre non vengono riconfermate sul digitale terrestre le emittenti radiofoniche Radio Canale Italia e Volami nel cuore. Subito dopo, il mux del gruppo viene nuovamente riorganizzato, eliminando la maggioranza delle modifiche introdotte il 14 ottobre.
Grazie alle graduatorie per l'assegnazione di banda e LCN sui nuovi mux locali, Canale Italia 83 e 84 si assicurano la possibilità di trasmettere in più regioni, con numerazioni prestigiose. A partire da novembre 2021, in Sardegna esordiscono sul nuovo mux locale gestito da EITowers due emittenti del gruppo alle LCN 16 e 17 che utilizzano gli identificativi "Canale Italia 83" e "Canale Italia 84", ma trasmettono rispettivamente con i loghi "Canale Italia" e "Canale Italia Sardegna".
Il 30 dicembre 2021 inizia il trasloco definitivo delle emittenti del gruppo Canale Italia su altri mux nazionali, dato che il mux di proprietà verrà presto spento a causa dell'attivazione del nuovo PNAF. Durante questo processo, i canali effettivamente trasmessi diminuiscono e diverse numerazioni vengono occupate da duplicati. In dettaglio:
- Italia 121, Arte Italia 124, Arte Italia 125, Italia 126, Italia 127, Italia 135, Italia 136, Italia 143, Italia 148, Italia 154, Italia 156 e Italia 161 sono ora disponibili nel mux Cairo Due: le ultime sei sono ora duplicati delle prime;
- Italia 53 e Italia 141 sono ora disponibili sul mux Persidera 1: entrambi trasmettono ora Casa Italia 53.

## Canali del gruppo
Una enorme espansione grazie al digitale terrestre ha portato il gruppo Canale Italia a raccogliere al suo culmine (intorno al 2019) oltre 30 reti televisive, quasi tutte disponibili a livello nazionale. Il numero e il nome delle reti è però variato frequentemente nel corso del tempo.
Le 22 reti nazionali edite ad oggi dal gruppo Canale Italia sul digitale terrestre (di cui solo 9 hanno una propria programmazione, mentre le altre 13 sono solo duplicati delle prime 9) sono:
- Casa Italia 53 (identificata Italia 53) emittente che gode del privilegio di essere posizionata all'LCN 53. Trasmette televendite. Ha assunto la denominazione attuale a Settembre 2020 ed è poi momentaneamente tornata al nome originale dal 14 Ottobre al 12 Novembre 2021.Fino al 30 Dicembre 2021 la Notte trasmetteva chatline erotiche;

- Italia 121 - Trasmette televendite e chatline erotiche la notte;
- Arte Italia 124 - Rete gestita da aprile 2019 al 1º giugno 2020 dall'imprenditore di gioielli Ruben D'Anna; da questa data la programmazione torna a essere gestita da Canale Italia con televendite autoprodotte di Casa Italia, e dalle televendite esterne di gioielli e arte che andavano in onda sotto la gestione del canale da parte di D'Anna. Da aprile al 30 dicembre 2021 la notte trasmette chatline erotiche, mentre dal 30 dicembre 2021 tutte le sere dalle 20 alle 21 trasmette una programmazione dedicata al mondo degli yacht (in passato trasmessa sempre la sera su Italia 156);
- Arte Italia 125 - Trasmette televendite sia di oggetti artistici che di altri generi e di notte le chatline erotiche;
- Italia 126 - Trasmette televendite; fino al 30 dicembre 2021 trasmetteva chatline erotiche la notte;
- Italia 127 - Trasmette televendite e promozioni di film erotici durante la notte;
- Italia 134 - Trasmette televendite; fino al 6 gennaio 2022 trasmetteva chatline erotiche la notte;
- Italia 135 - Trasmette televendite di giorno e, fino al 30 dicembre 2021, chatline erotiche di notte. Dal 1º gennaio 2022 fino al 29 maggio 2025 trasmetteva, tutti i giorni dalle 20 alle 8 del mattino seguente, la programmazione del canale all-news francese France 24 (già presente 24 ore su 24 sul canale 241 del DTT in modalità Jump HbbTV disponibile nel mux Cairo Due);
- Italia 136 - Trasmette televendite. Dal 29 maggio 2025 trasmette tutti i giorni dalle 20 alle 8 del mattino seguente, la programmazione del canale all-news francese France 24;
- Italia 141 - Duplicato di Casa Italia 53;
- Italia 142 - Duplicato di Italia 136;
- Italia 143 - Duplicato di Italia 135;
- Italia 148 - Duplicato di Italia 127;
- Italia 150 - Duplicato di Casa Italia 53;
- Italia 154 - Duplicato di Italia 136;
- Italia 155 - Duplicato di Italia 126;
- Italia 156 - Duplicato di Arte Italia 124;
- Italia 159 - Duplicato di Italia 127;
- Italia 160 - Duplicato di Arte Italia 125;
- Italia 161 - Duplicato di Italia 121;
- Italia 164 - Duplicato di Italia 134;
- Italia 241 - Duplicato di Italia 126. Dall'11 marzo 2025 viene riaggiunto France 24 in modalità Jump HbbTV al posto della copia di Italia 126 e "ITALIA 241" viene rinominato in "FRANCE 24" sulla LCN 241.

Si aggiungono a queste i canali locali (vale a dire non disponibili al di fuori della loro regione):
- Canale Italia - Nuova denominazione di Canale Italia 83, nasce a novembre 2021 per occupare la nuova LCN 16 in Sardegna e trasmette in ogni regione su una LCN diversa in base alle assegnazioni locali;
- Canale Italia (seguito dal nome della regione) - Il primo nasce a novembre 2021 per occupare la nuova LCN 17 in Sardegna, in seguito nascono vari Canale Italia (nome della regione) nelle regioni in cui dopo il refarming al gruppo Canale Italia è stata assegnata anche una seconda LCN regionale.

Nei multiplex nazionali di Canale Italia erano ospitate anche le emittenti indipendenti France 24 (in francese) e Radio Padania Libera. Inoltre, per molti anni i due mux hanno veicolato le emittenti del gruppo Italia TV/Galaxy TV in varie copie (riorganizzate più volte nel tempo e rimaste temporaneamente assenti per alcuni periodi). I mux differenziati di Canale Italia offrivano inoltre capacità trasmissiva a Telepordenone ed ETV Friuli (quest'ultima ha sostituito la precedente Videoregione a partire dal 18 marzo 2019) in Friuli-Venezia Giulia e a TV Vallée in Valle d'Aosta (tranne un periodo fra 2018 e 2019).
In passato, Canale Italia veicolava anche il canale Telecittà (LCN 73) nel solo Veneto (fino a maggio 2018); nella zona di Siracusa è stata disponibile dalla metà del 2019 alla primavera 2021 una variante differenziata del mux 2 che ha veicolato prima Persona TV (fino a metà gennaio 2020) e poi Etna Channel. Il mux 2 di Canale Italia ha inoltre ospitato in nazionale la piattaforma pay TV per adulti Nitegate, prima fra il 2015 e il 2016 e poi da novembre 2019 a febbraio 2020, mentre da novembre 2018 a marzo 2019 ha reso disponibile Radio Fontel in audiografica statica all'LCN 264.
Alcune emittenti di Canale Italia sono veicolate anche dal satellite Hot Bird e ricevibili gratuitamente con un decoder satellitare. Fino al 1º ottobre 2021 erano disponibili Canale Italia (Sky 821), Canale Italia 2 (Sky 861), Canale Italia 83 (Sky 913) e Canale Italia 84 (Sky 937) che trasmettevano programmazioni indipendenti ma con contenuti simili rispetto ai canali terrestri; i primi due trasmettevano solitamente senza alcun logo di rete. Il 1º ottobre i canali satellitari sono stati ridotti a due, Canale Italia 83 e Canale Italia 84.
Il gruppo possiede infine tre emittenti radiofoniche, di cui l'ultima ascoltabile solo in streaming, mentre le prime due sono trasmesse anche in FM in Veneto:
- Radio Canale Italia, che manda in onda musica e informazione;
- Radio Volami Nel Cuore, che trasmette prevalentemente successi del passato;
- Radio Canale Italia Plus, una webradio  che trasmette esclusivamente musica del momento.

### Emittenti/loghi del gruppo Canale Italia non più attivi
- Canale Italia 83

- Canale Italia 84

- Casa Italia 141

- Casa Italia 142

- Italia 143

- Italia 150

- Italia 156

- Italia 159

- Italia 160

- Canale Italia 161-Cantando ballando
- Stock TV, For Music, Canale Italia 8, Canale Italia Musica: visibili in Piemonte e nati nel 2020, sostituivano nella versione locale i canali nazionali Italia 154, 148, 155 e Shopping Italia 164, proponendo sostanzialmente gli stessi programmi. Con il trasferimento sul mux 1 e alcune modifiche alle emittenti del gruppo, dal 2021 i loghi dei quattro canali scompaiono definitivamente e i loro identificativi vengono usati per semplici duplicati di (rispettivamente) Casa Italia 141, Italia 148, Italia 155 e Italia 159. Infine anche gli identificativi originali vengono rimossi dal 1º luglio 2021 in una riorganizzazione del mux.
- Shopping Italia 164 - Trasmetteva televendite. Nasce da una precedente emittente indipendente chiamata Shopping TV, che trasmetteva prevalentemente le televendite della società Gioielli D'Anna. Dal 25 novembre al 1º dicembre 2019 Shopping Italia 164 ha trasmesso solo con l'inedito logo "Black Friday Channel" presente in basso a destra del teleschermo mentre il proprio logo di rete era stato rimosso. È stata chiusa il 22 gennaio 2021, con l'inizio della dismissione del mux 2, e sostituita da un duplicato di Casa Italia 142; è stata poi richiamata con il logo Shopping TV, ricomparso come secondo marchio di Italia 150 dal 14 ottobre al 12 novembre.
- Italia 154 - Trasmetteva televendite. Dal 2 settembre al 2 novembre 2020, poi dal 25 novembre al 3 dicembre 2020 e poi nuovamente dal 20 al 31 dicembre 2020, in alcuni orari, trasmetteva i programmi dell'emittente pugliese Sharing TV +[10]. È stata improvvisamente chiusa il 21 gennaio 2021 e sostituita da un duplicato di Casa Italia 141; il suo logo è poi ricomparso come secondo marchio di Italia 143 dal 14 ottobre al 12 novembre.
- Italia 148 - Trasmetteva televendite, a volte in simulcast con Italia 141 (di giorno), mentre di notte trasmette le chatline erotiche. Dal 25 novembre al 1º dicembre 2019 ha trasmesso anche con l'inedito logo "Black Friday Channel" presente in basso a destra del teleschermo: per l'occasione, il proprio logo di rete è stato spostato in basso a sinistra dello schermo. Dal 21 al 23 settembre 2020, nelle ore serali, ha trasmesso in via sperimentale i programmi di "Canale Italia YachtLife 148". Ha chiuso improvvisamente il 1º luglio 2021, sostituita da un duplicato di Italia 156; il suo logo è poi ricomparso come secondo marchio della stessa Italia 156 dal 14 ottobre al 12 novembre.
- Italia 155 - Trasmetteva televendite di giorno e chatline erotiche la notte. Dal 25 novembre al 1º dicembre 2019 ha trasmesso anche con l'inedito logo "Black Friday Channel" presente in basso a destra del teleschermo: per l'occasione, il proprio logo di rete è stato spostato in basso a sinistra dello schermo. In passato, dal 15 luglio al 1º settembre 2020, in alcune fasce orarie ha ritrasmesso i programmi dell'emittente pugliese Sharing TV +[11]. Ha chiuso improvvisamente il 1º luglio 2021, sostituita da un duplicato di Italia 160; il suo logo è poi ricomparso come secondo marchio della stessa Italia 160 dal 14 ottobre al 12 novembre.
- Canale Italia 3 Extra - Trasmetteva televendite. Canale Italia 3, già presente in passato, era tornata il 1º maggio 2019 sostituendo Canale Italia 2 ed aveva assunto il nome attuale il 23 luglio. È stata improvvisamente chiusa il 15 gennaio 2021.
- Canale Italia 7 Extra - Trasmetteva televendite. Canale Italia 7, già presente in passato, era tornata il 1º maggio 2019 sostituendo Canale Italia 4 e aveva assunto il nome attuale il 23 luglio. È stata improvvisamente chiusa il 28 agosto 2020.
- Canale Italia - Trasmetteva televendite. Manteneva il logo generale di Canale Italia senza ulteriori numeri usato negli anni 2000 per il canale principale. È stato improvvisamente eliminato il 28 febbraio 2020.
- Canale Italia 2
- Canale Italia 4
- Canale Italia 5
- Canale Italia 6 - Trasmetteva sull'LCN 152. La sua programmazione era inizialmente improntata su film d'azione, thriller e polizieschi; successivamente si era convertita alle sole televendite. È stata chiusa improvvisamente il 4 dicembre 2020.
- Canale Italia 8
- Canale Italia Musica - Trasmetteva inizialmente soltanto videoclip musicali, successivamente alla sua programmazione si erano aggiunte le televendite.
- Canale Italia 284
- DTV - Trasmetteva, con LCN 155, inizialmente, film di genere crime e poliziesco; successivamente la programmazione si era quasi del tutto convertita alle televendite.
- FAB Sport
- Fab News - sulla posizione 143 del telecomando ha trasmesso per circa un anno dal 2017 al 2018 la programmazione di Fashion TV; è stato sostituito poi a maggio 2018 da Italia 143.
- Italia 129
- Italia 133
- Italia 161
- LDI TV 148 - nata il 29 aprile 2019, ritrasmetteva le televendite di Casa Italia su Italia 141; dal 1º giugno 2019 è stata sostituita da Italia 148, con identificativo corretto il 7 giugno.
- Show TV - nato il 21 maggio 2018, trasmetteva televendite, spesso in passato in simulcast con Italia 155. Eredita il nome da una ex emittente locale piemontese in passato edita da Quartarete. Originariamente era disponibile a livello nazionale con LCN 276, ma da aprile 2019 era visibile solo in Piemonte con LCN 216. Ha chiuso il 31 luglio 2019, sostituita da un duplicato di Italia 143.
- Mediatialia Shopping 121
- Tele Amicizia - nato il 1º febbraio 2011, sostituendo RTL 102.5 TV quando smise di essere veicolata da Canale Italia.
- Gold
- Telereporter
- Teletutto
- ABC

## Programmi

### Attualmente in onda
- Cantando ballando
- Volami nel Cuore
- Notizie Oggi
- Notizie Oggi Lineasera
- Casa Italia
- Sulle Ali della Salute
- Italia delle Meraviglie
- Yellow Motori

### Non più in onda
- Mattino Italia
- Pomeriggio Italia
- Benvenuti al Centro, sitcom di e con Manuel De Nicolò, prodotta e trasmessa su Canale Italia 83, dal marzo 2013.
- Summer in Music – On the Road, scritto e condotto da Raffaele Tizzano[12]. Il programma durava 60 minuti ed è stato trasmesso su Canale Italia Musica ogni sabato dalle 14.10 per tutta la stagione estiva 2011 con una classifica musicale (Top Ten Song Week) e interviste agli ospiti provenienti dal mondo della musica e della televisione: Maura Paparo, Studio 3, Simone Tomassini, Lu Colombo, Alice Bellagamba, Simonetta Spiri ecc. Il settimanale SI, diretto da Alessandro Cecchi Paone, ha dedicato al programma una rubrica settimanale per tutta la stagione, a partire dal nº 11 (2011), in cui venivano anticipati gli ospiti di ogni puntata[13].
- Capitali coraggiosi
- It-alieni
- Lunedì GOL
- Canta Italia
- Balla Italia
- Libertà di parola, people show condotto da Fabrizio Corona[14]
- Crono - Tempo di motori, storico rotocalco televisivo dedicato al settore precedentemente trasmesso da TMC e LA7.
- Canale Italia motori
- Filo Diretto
- Bianco rosso e verde
- C'era una volta
- TG Italia
- Caffè Novecento - Il Talk show del Lavoro
- Business24 - La TV del Lavoro
- Pole Position - programma sulle imprese a cura di Business24
- Ho imparato una canzone
- Talenti in gabbia
- We Can Dance
- Kanta con noi
- La Tua Voce con Vivere Alle Canarie

## Emittenti affiliate
Per vari anni Canale Italia ha anche operato in syndication attraverso TV locali. L'ultimo caso di emittente affiliata si è avuto in Molise, dove il canale Teleregione Molise trasmetteva per alcune ore della giornata il segnale di Canale Italia, oltre ad avere il logo parzialmente ispirato a essa. Dal 2013 al 2022 Canale Italia ha irradiato il suo mux 1 anche in Molise.

## Frequenze
I due multiplex erano disponibili su queste frequenze:
| Regione               | Frequenza mux 1 | Frequenza mux 2     |
| --------------------- | --------------- | ------------------- |
| Piemonte              | UHF 53          | UHF 24 e 43         |
| Valle d'Aosta         | UHF 42          | UHF 22              |
| Liguria               | UHF 39          | UHF 29              |
| Lombardia             | UHF 27          | VHF 7 e UHF 24 e 53 |
| Trentino-Alto Adige   | UHF 53          | UHF 28 e 39         |
| Veneto                | UHF 59          | UHF 23              |
| Friuli-Venezia Giulia | UHF 43          | UHF 51              |
| Emilia-Romagna        | UHF 27 e 53     | UHF 23 e 60         |
| Toscana               | UHF 39          | UHF 22              |
| Marche                | UHF 27          | UHF 58              |
| Umbria                | UHF 39          | UHF 22 e 53         |
| Lazio                 | UHF 22, 24 e 39 | UHF 22 e 34         |
| Abruzzo               | UHF 27 e 29     | -                   |
| Molise                | UHF 29          | VHF 10              |
| Campania              | UHF 39          | UHF 22              |
| Puglia                | UHF 46          | VHF 10              |
| Basilicata            | UHF 28          | VHF 10              |
| Calabria              | VHF 7 e UHF 46  | UHF 59              |
| Sicilia               | VHF 7 e UHF 35  | UHF 51              |
| Sardegna              | UHF 40          | UHF 44              |

Il mux 2, dopo l'acquisto nel 2014 delle ex frequenze di TivuItalia e d'altre emittenti locali, ha spento le frequenze nelle Marche nel dicembre 2020 e nel resto d'Italia il 29 gennaio 2021.
Aveva diverse varianti locali, che ad esempio aggiungevano doppioni qui trascurati. Da dicembre 2020 non utilizzava più le numerazioni automatiche. Nella versione piemontese alcuni canali erano sostituiti da altri che usavano nomi originali oppure quelli d'emittenti acquisite da Canale Italia.
Dal 22 gennaio tutte le varianti di questo mux sono state sostituite da un'emissione provvisoria contenente 32 copie d'un cartello di risintonizzazione, fino allo spegnimento totale il 29 gennaio.
Al 22 gennaio 2021 tre impianti in Sicilia orientale sull'UHF 51 emettevano una composizione ridotta del mux 2 grazie ad un accordo con Teleradio Acireale: erano presenti solo Italia 53, Canale Italia 83, Canale Italia 84, eccezionalmente con le loro LCN, e l'emittente locale ospitata Etna Channel con LCN 115. In contemporanea con le modifiche nazionali, le tre emittenti del gruppo sono state sostituite da 3 copie dello stesso cartello senza LCN, mentre Etna Channel resta attiva. Questa versione è stata poi definitivamente spenta entro maggio 2021.

## Canali presenti in mux nazionali
| LCN         | Canale                           | Mux         | Note |
| ----------- | -------------------------------- | ----------- | ---- |
| 53 141 150  | Italia 53 Italia 141 Italia 150  | Persidera 1 | FTA  |
| 121 161     | ITALIA 121 ITALIA 161            | Cairo Due   | FTA  |
| 124 156     | ARTE ITALIA 124 ITALIA 156       | Cairo Due   | FTA  |
| 125 160     | ARTE ITALIA 125 ITALIA 160       | Cairo Due   | FTA  |
| 126 155     | ITALIA 126 ITALIA 155            | Cairo Due   | FTA  |
| 127 148 159 | ITALIA 127 ITALIA 148 ITALIA 159 | Cairo Due   | FTA  |
| 134 164     | ITALIA 134 ITALIA 164            | Cairo Due   | FTA  |
| 135 143     | ITALIA 135 ITALIA 143            | Cairo Due   | FTA  |
| 136 142 154 | ITALIA 136 ITALIA 142 ITALIA 154 | Cairo Due   | FTA  |

## Ascolti

### Share 24h* di Canale Italia 83 (Canale Italia fino ad aprile 2011)[18]
|      | Gennaio | Febbraio | Marzo | Aprile | Maggio | Giugno | Luglio | Agosto | Settembre | Ottobre | Novembre | Dicembre | Media Anno |
| ---- | ------- | -------- | ----- | ------ | ------ | ------ | ------ | ------ | --------- | ------- | -------- | -------- | ---------- |
| 2011 | 0,15%   | 0,14%    | 0,13% | 0,14%  | 0,15%  | 0,17%  | 0,18%  | 0,19%  | 0,16%     | 0,15%   | 0,13%    | 0,16%    |            |
| 2012 | 0,17%   | 0,14%    | 0,14% | 0,13%  | 0,15%  | 0,19%  | 0,24%  | 0,25%  | 0,17%     | 0,17%   | 0,17%    | 0,17%    |            |
| 2013 | 0,16%   | 0,14%    | 0,15% | 0,16%  | 0,16%  | 0,19%  | 0,21%  | 0,21%  | 0,15%     | 0,14%   | 0,13%    | 0,14%    |            |
| 2014 | 0,13%   | 0,10%    | 0,11% | 0,14%  | 0,15%  | 0,18%  | 0,20%  | 0,20%  | 0,19%     | -       | -        |          |            |

*Giorno medio mensile su target individui 4+

### Share 24h* di Italia 53[18]
|      | Gennaio | Febbraio | Marzo | Aprile | Maggio | Giugno | Luglio | Agosto | Settembre | Ottobre | Novembre | Dicembre | Media Anno |
| ---- | ------- | -------- | ----- | ------ | ------ | ------ | ------ | ------ | --------- | ------- | -------- | -------- | ---------- |
| 2014 | -       | -        | -     | -      | -      | -      | -      | -      | -         | 0,04%   | 0,04%    | 0,05%    |            |
| 2015 | 0,05%   | 0,06%    | 0,06% | 0,08%  | 0,07%  | 0,06%  | 0,07%  | 0,08%  | 0,07%     | 0,06%   | 0,06%    | 0,07%    | 0,07%      |
| 2016 | 0,07%   | 0,02%    | 0,02% | 0,02%  | 0,03%  | 0,03%  | 0,03%  | 0,03%  | 0,02%     | 0,03%   | 0,03%    | 0,03%    | 0,03%      |
| 2017 | N.R.    | N.R.     | N.R.  | N.R.   | N.R.   | N.R.   | N.R.   | N.R.   | N.R.      | N.R.    | N.R.     | N.R.     |            |

*Giorno medio mensile su target individui 4+

## Radio

### Radio Canale Italia
Radio Canale Italia è un'emittente radiofonica con copertura pluriregionale (Triveneto) con sede a Rubano. Nasce con il nome di Radio Serenissima nel 1977 a Ponte di Brenta per iniziativa di Lucio Garbo. All'epoca irradiava i suoi programmi dai 95 e dai 99 MHz. Negli anni 1980 allarga la propria area di copertura dalla provincia di Padova ad altre province del Veneto e assume la denominazione di Nuova Radio Network. Negli anni 1990 l'emittente affitta le proprie frequenze a Bum Bum Network. Nel 2009 ha ripreso a operare autonomamente e ha assunto la denominazione di Radio Canale Italia diffondendo sulle frequenze 87.9 MHz, 88.7 MHz, 90.4 MHz, 101.4 MHz, 101.9 MHz e 102.0 MHz (queste ultime due frequenze sono state cedute il 13 ottobre 2017 a Radio Volami Nel Cuore). La programmazione è prettamente musicale con l'aggiunta di GR nazionali allo scoccare di ogni ora.

### Radio Canale Italia Plus
Successivamente, è stata creata una web radio dal nome Radio Canale Italia +. Inizialmente, era una "dance station": trasmetteva infatti una programmazione musicale che alternava successi dance "radio edit" a "extended version" e "remix" e DJ set con i migliori DJ nazionali e internazionali. Trasmetteva inoltre i maggiori successi musicali degli anni settanta, ottanta e novanta. Dal 2022 la radio cambia format, trasmettendo esclusivamente successi del momento. Dal 28 aprile 2022 al 27 aprile 2023, la radio aveva anche trasmesso, in DAB+, a livello nazionale, attraverso il mux DAB+ Rai, inizialmente con l'identificativo errato "Volami nel cuore", poi corretto in CANALE ITALIA + il 6 maggio 2022.

### Radio Volami Nel Cuore
Il 13 ottobre 2017, sulle frequenze 101.9 e 102.0 MHz appartenute alla sorella maggiore Radio Canale Italia, nasce Radio Volami Nel Cuore, emittente radiofonica dedicata prevalentemente alla musica del passato il cui nome si ispira all'omonimo programma televisivo musicale prodotto dal gruppo Canale Italia.